# Pseudoxyrhopus ambreensis
Pseudoxyrhopus ambreensis — вид змій родини Pseudoxyrhophiidae. Ендемік Мадагаскару.

## Поширення і екологія
Pseudoxyrhopus ambreensis мешкають на півночі острова Мадагаскар, де вони спостерігалися в Національному парку Монтань-д'Амбр та в заповіднику Царатанана. Вони живуть у вологих тропічних лісах, на висоті від 600 до 1400 м над рівнем моря. Ведуть нічний спосіб життя.

## Збереження
МСОП класифікує стан збереження цього виду як близький до загрозливого. Pseudoxyrhopus ambreensis загрожує знищення природного середовища.